# Сатис (богиня)
Сатис (наричана също Сатжит, Сатес, Сатет и Сати) е древноегипетско божество. Покровителка на ловците и на южната граница на Египет – границата с Нубия. Грижела се враговете на фараона да бъдат убивани. Била омъжена за Хнум.